# Ren Cancan
Ren Cancan (kinesiska: 任 灿灿), född 26 januari 1988 i Binzhou, Kina, är en kinesisk boxare som tog OS-silver i flugviktsboxning 2012 i London. Vid olympiska sommarspelen 2016 i Rio de Janeiro tog hon en bronsmedalj i samma viktklass.